# Augusto De Luca
Augusto De Luca (Napulj, Italija, 1. srpnja 1955.) je profesionalni fotograf.Njegov fotografski opus su obilježile slike koje su u svezi s arhitekturom, portreti i fotografski eksperimentiranja. Izlagao je zajedno s drugim fotografima i samostalno u nekoliko gradova te je fotografirao mnoge književnike, glumce, pjevače‬.

## Objavljene knjige
- Napoli Mia.(Centro Il Diaframma / Canon Edizioni Editphoto Srl - 1986)
- Napoli Donna.(Centro Il Diaframma / Canon Edizioni Editphoto Srl - 1987)
- Trentuno napoletani di fine secolo. Electa, Naples 1995, ISBN 8843552066
- Roma Nostra. Gangemi Editore, Rome 1996, ISBN 978-88-7448-705-9
- Napoli grande signora. Gangemi Editore, Rome 1997, ISBN 978-88-7448-775-2
- Il Palazzo di giustizia di Roma. Gangemi Editore, Rome 1998, ISBN 978-88-492-0231-1
- Firenze frammenti d'anima. Gangemi Editore, Rome 1998, ISBN 978-88-7448-842-1
- Bologna in particolare. Gangemi Editore, Rome 1999, ISBN 978-88-7448-980-0
- Milano senza tempo. Gangemi Editore, Rome 2000, ISBN 978-88-492-0093-5
- Torino in controluce. Gangemi Editore, Rome 2001, ISBN 978-88-492-0211-3
- Tra Milano e Bologna appunti di viaggio. Gangemi Editore, Rome 2002, ISBN 978-88-7448-980-0
- Swatch Collectors Book 1. Editore M. Item - Switzerland 1992, ISBN 88-86079-01-X
- Swatch Collectors Book 2. Editore M. Item - Switzerland 1992, ISBN 88-86079-00-1

## Izložbe
- 1979. : Rassegna della nuova creatività, galleria Lucio Amelio - Napulj, Italija.
- 1981. : Italian Culture Institute - New York, Sjedinjene Američke Države.
- 1982. : Arteder '82 - Bilbao, Španjolska.
- 1982. : Museo Italo Americano - San-Francisco, Sjedinjene Američke Države.
- 1982. : Galleria Fotografia Oltre - Chiasso, Švicarska.
- 1982. : Galleria Civica - Modena, Italija.
- 1983. : Italian Cultural Society - Sacramento, California -  Sjedinjene Američke Države.
- 1983. : Journées internationales de la photographie - Montpellier, Francuska.
- 1983. : Galeria Diaframma - Milan, Italija.
- 1983. : Galería Cámara Oscura - Logroño, Španjolska.
- 1983. : Italian - American Museum - San Francisco, California - Sjedinjene Američke Države.
- 1984. : Institut italien de la Culture - Lille, Francuska.
- 1984. : Asociación Nacional de Fotógrafos - Barcelona, Španjolska.
- 1984. : Rencontres d'Arles - Arles, Francuska.
- 1984. : Dept.of art of the University of Tennessee - Chattanooga, Tennessee, Sjedinjene Američke Države.
- 1985. : École des Beaux-Arts - Tourcoing, Francuska.
- 1985. : Galleria Vrais rêves - Lyon, Francuska.
- 1985. : Forum exposition "Un mois pour la photographie" - Centre culturel de Bonlieu, Annecy.
- 1986. : Galleria Hasselblad -  Göteborg, Švedska.
- 1986. : Festival d'animation audiovisuelle - Saint-Marcellin (Isère) Francuska.
- 1986. : Musée d'art moderne - Liegi, Belgija.
- 1987. : Museo Principe Diego Aragona Pignatelli Cortes - Napulj, Italija.
- 1988. : Incontri Internazionali d'Arte (Palazzo Taverna) - ‪Rim‬, Italija.
- 1995. : Museo Ancien - Grignan, Francuska.
- 1996. : Camera dei deputati - Rim, Italija.
- 1996. : Museo di Roma (Palazzo Braschi) - ‪Rim‬, Italija.

## Galerija Fotografija
- Isa Danieli (glumica)
- Concetta Barra (glumica)
- Francesco Rosi (filmski redatelj)
- Pupella Maggio (glumica)
- Lina Sastri (glumica)

- ‪Rim‬
- ‪Rim‬
- ‪Bologna‬
- ‪Firenca‬
- ‪Firenca‬
- ‪Firenca‬

## Vanjske poveznice
- (engl.) Italija - Hasselblad
- (tal.) Firenca - Artelab  Arhivirana inačica izvorne stranice od 25. travnja 2012. (Wayback Machine)
- (tal.) intervju - Witness Journal
- (tal.) intervju - ItaloEuropeo
- (engl.) Italian Photography - Hasselblad
- (tal.) Polaroid Art Italy